# (1141) Bohmia
(1141) Bohmia ist ein Asteroid des Hauptgürtels, der am 4. Januar 1930 vom deutschen Astronomen Max Wolf in Heidelberg entdeckt wurde.
Benannt ist der Asteroid nach Frau Bohm-Walz, die der Heidelberger Sternwarte den Walz-Reflektor stiftete.